# Проспект Украины (Лиссабон)
Проспект Украины (порт. Avenida da Ucrânia) — проспект в 4-м квартале Лиссабона. Находится в северо-восточной части португальской столицы вблизи станции «Бела-Вишта» Лиссабонского метрополитена. Пролегает от проспекта Республики Болгарии (порт. Avenida da República de Bulgária) до Кольца Бела-Вишты (порт. Rotunda da Bela Vista).
Был торжественно открыт 23 июня 2008 г. Президентом Украины Виктором Ющенко во время его официального визита в Португалию. Сей факт стал благодарностью португальского народа за вклад украинцев в перестройке города и страны в целом.